# Moraine Creek (Kukaklek Lake)
Der Moraine Creek ist ein etwa 43 km langer Zufluss des Kukaklek Lake im Südwesten des US-Bundesstaates Alaska. 

## Verlauf
Der Flusslauf liegt innerhalb der Katmai National Preserve nördlich der Grenze zum Katmai-Nationalpark. Der Moraine Creek entspringt in der Alëutenkette nördlich des Battle Lake auf einer Höhe von etwa 850 m. Von dort fließt er in nordwestlicher Richtung. Er fließt westlich am Spectacle Lake vorbei und nimmt dessen Abfluss auf. Kurz darauf mündet der Funnel Creek von rechts in den Fluss. Schließlich erreicht er das Nordostufer des Kukaklek Lake.

## Flussfauna
Der Moraine Creek wird Ende Juli von Rotlachsen zum Laichen aufgesucht. Die Fische ziehen Braunbären an. Weitere Fischarten sind Regenbogenforelle und Wandersaibling.

## Namensgebung
Der Fluss erhielt seinen Namen 1923 von K. F. Mather vom U.S. Geological Survey (USGS). Der Flussname setzt sich aus den englischen Wortteilen moraine für „Moräne“ und creek für „kleinerer Fluss“ zusammen.